# Estadio Universidad San Marcos
Het Estadio Universidad San Marcos is een multifunctioneel stadion in Lima, Peru. Het stadion wordt vooral gebruikt door tweededivisieclubs die geen eigen stadion hebben. Het werd geopend op 13 mei 1951, met een capaciteit van 67.469. Door veiligheidsmaatregelen is de capaciteit teruggegaan naar een maximum van 43.000 mensen.